# Skoki z dużej wysokości na Mistrzostwach Świata w Pływaniu 2025
Zawody w skokach z dużej wysokości na 22. Mistrzostwach Świata w Pływaniu odbywały się w dniach 24 – 27 lipca 2025 na wyspie Sentosa w Singapurze. Zostały rozegrane dwie konkurencje - skoki kobiet oraz mężczyzn.

## Medaliści
| Konkurencja           | Złoto                                  | Złoto  | Srebro                    | Srebro | Brąz                           | Brąz   |
| Konkurencja           | Zawodnik                               | Wynik  | Zawodnik                  | Wynik  | Zawodnik                       | Wynik  |
| Mężczyźni (szczegóły) | James Lichtenstein · Stany Zjednoczone | 428,90 | Carlos Gimeno · Hiszpania | 425,30 | Constantin Popovici · Rumunia  | 408,70 |
| Kobiety (szczegóły)   | Rhiannan Iffland · Australia           | 359,25 | Simone Leathead · Kanada  | 314,50 | Maya Kelly · Stany Zjednoczone | 310,00 |

## Klasyfikacja medalowa
*   Gospodarz ( Singapur)
| Miejsce | Reprezentacja     | Złoto | Srebro | Brąz | Razem |
| ------- | ----------------- | ----- | ------ | ---- | ----- |
| 1       | Stany Zjednoczone | 1     | 0      | 1    | 2     |
| 2       | Australia         | 1     | 0      | 0    | 1     |
| 3       | Kanada            | 0     | 1      | 0    | 1     |
| 3       | Hiszpania         | 0     | 1      | 0    | 1     |
| 5       | Rumunia           | 0     | 0      | 1    | 1     |
| Razem   | Razem             | 2     | 2      | 2    | 6     |